# میلشن (استان لهستان بزرگ‌تر)
میلشن (به لاتین: Mieleszyn) یک روستا در لهستان است که در گمینا میلشن واقع شده‌است. میلشن ۹۲۱ نفر جمعیت دارد.